# Bundesstraße 310
Die Bundesstraße 310 (Abkürzung: B 310) ist eine deutsche Bundesstraße in Bayern. Sie führt vom Oberjochpass durch das Allgäu nach Oy-Mittelberg. Die B 310 ist der mittlere Teil der Deutschen Alpenstraße.
Zum 1. Januar 2016 wurde die Bundesstraße 310 von Oy-Mittelberg bis nach Füssen aufgrund der parallelen Verkehrsführung zur A 7 zur Staatsstraße 2521 abgestuft. Damit bleiben nur noch der Abschnitt von Oberjoch nach Oy-Mittelberg und der Abschnitt von der Anschlussstelle Füssen zur B 16.

## Verlauf
Die Bundesstraße 310 beginnt am Ortsausgang Oberjoch an der B 308 (Sonthofen – Weißenbach am Lech), Landkreis Oberallgäu und führt zunächst in nördlicher Richtung. Am Fluss Wertach entlang und an zahlreichen Weilern vorbei (z. B. Unterjoch), erreicht die B 310 die Ortsumfahrung Wertach. Nun führt die Strecke am Grüntensee entlang bis zum Kreisverkehr an der Ortsumgehung Oy-Mittelberg. Von hier führt die Bundesstraße zur Anschlussstelle Oy-Mittelberg.
Die B 310 beginnt wieder an der Anschlussstelle Füssen. Dort führt sie nun nördlich an Füssen vorbei und endet an der Einmündung in die B 16. Von hier besteht Anschluss nach Marktoberdorf (Norden) und zur Füssener Innenstadt (Süden).

## Geschichte

### Frühere Strecken und Bezeichnungen
Die Bundesstraße 310 ging 1949 aus der Reichsstraße 310 hervor. Sie hatte, abgesehen von den Ortsumfahrungen, denselben Verlauf wie heute.

### Ersetzungen
In den 1990er Jahren wurde die Nordumfahrung Füssen in Betrieb genommen.

## Tourismus

### Ferienstraßen
Die Bundesstraße 310 bildet auf der gesamten Strecke den mittleren Teil der Deutschen Alpenstraße.

### Landschaftlich reizvolle Strecken
Am westlichen Ende der Bundesstraße 310 wird über die B 308 der Oberjochpass und das Tannheimer Tal erreicht. Die B 310 führt durch die Allgäuer Alpen.